# Mastschuss
Ein Mastschuss ist ein (meist aus Stahl bestehendes) vormontiertes Teilstück eines abgespannten oder freistehenden Mastes oder Stahlfachwerkturms.
Der Vorteil des Einsatzes von Mastschüssen gegenüber dem Zusammenbau des Mastes aus einzelnen Konstruktionselementen auf der Baustelle besteht darin, dass weniger wetterabhängige Baustellenarbeit in großer Höhe geleistet werden muss. Aus diesem Grund werden heute Maste und freistehende Stahlfachwerktürme meist aus vorgefertigten Schüssen hergestellt. Auch können vorgefertigte Elemente besser vor Korrosion (durch Feuerverzinken oder Aufbringen eines Anstrichs im trockenen Raum) geschützt werden als bei der Baustellenmontage.